# Petr Podzemský
Petr Podzemský (* 29. listopadu 1974) je český fotbalista, obránce.

## Fotbalová kariéra
V československé a české lize hrál za Duklu Praha, FC Marila Příbram a FC Viktoria Plzeň. Nastoupil celkem ve 150 utkáních a dal 2 góly. Dále hrál na Islandu za KR Reykjavík a Breidablik. V sezoně 2013/2014 nastupuje za celek SK Chyňava.

## Ligová bilance
| Ročník                                   | Zápasy | Góly | Klub              |
| ---------------------------------------- | ------ | ---- | ----------------- |
| 1. československá fotbalová liga 1992/93 | 12     | 0    | Dukla Praha       |
| 1. česká fotbalová liga 1993/94          | 21     | 0    | Dukla Praha       |
| Gambrinus liga 1997/98                   | 25     | 0    | FC Dukla Příbram  |
| Gambrinus liga 1998/99                   | 15     | 0    | FC Dukla Příbram  |
| Gambrinus liga 1999/00                   | 29     | 1    | FC Dukla Příbram  |
| Gambrinus liga 2000/01                   | 25     | 0    | FC Marila Příbram |
| Gambrinus liga 2001/02                   | 10     | 1    | FC Marila Příbram |
| Gambrinus liga 2003/04                   | 13     | 0    | FC Viktoria Plzeň |
| Islandská fotbalová liga 2004            | 14     | 1    | KR Reykjavík      |
| Islandská fotbalová liga 2006            | 17     | 1    | Breidablik        |
| CELKEM                                   | 181    | 4    |                   |